# 27. Panzer-Division
La 27. Panzer-Division (27ª divisione corazzata) fu una formazione corazzata tedesca della seconda guerra mondiale creata nell'ottobre 1942 nel settore sud del fronte orientale a partire dal Kampfgruppe Michalik (gruppo di battaglia "Michalik") a sua volta composto da elementi della 22ª divisione corazzata. Prese parte, ancora poco equipaggiata, alla drammatica battaglia dell'inverno 1942-1943 nel settore del Don a sostegno dei reparti italiani della 8ª Armata e, pur combattendo coraggiosamente per frenare l'avanzata sovietica e sfuggire all'accerchiamento, subì pesanti perdite e venne praticamente distrutta. Il comando tedesco decise lo scioglimento formale della divisione il 15 febbraio 1943.
Tra i suoi membri si distinsero gli ufficiali Rolf Maempel e Heinz Huffmann (comandante di un reparto di cannoni d'assalto aggregato alla divisione) e figurò anche Herbert Zimmermann, telecronista di calcio nella Germania post-bellica.

## Storia
| Luogo                         | Periodo             |
| Fronte orientale, settore sud | ott 1942 - feb 1943 |

L'unità nacque il 1º ottobre 1942 nel settore sud del fronte orientale, a Voronež, dal cambio di nome del Kampfgruppe Michalik (gruppo di battaglia "Michalik") a sua volta composto da elementi della 22ª divisione corazzata. Subito venne sottoposta alla 323ª divisione di fanteria e rimase a Voronež fino alla fine di novembre, quando passò nella riserva della 2ª Armata ungherese.
A partire dal 10 dicembre la 27. Panzer-Division venne schierata nella regione di Millerovo come riserva mobile a disposizione dell'8ª Armata italiana schierata sul fiume Don; l'inizio il 16 dicembre della grande offensiva sovietica (operazione Piccolo Saturno) impose l'immediato intervento della divisione (ancora debole e dotata di solo 70 mezzi corazzati, tra panzer, cannoni d'assalto e cacciacarri) a sostegno del 2º Corpo d'armata italiano in grave difficoltà. I reparti della divisione cercarono di fermare l'offensiva sovietica e alcune formazioni si distinsero per combattività ed efficienza durante la battaglia. In particolare il kampfgruppe Maempel contrattaccò già il 16 dicembre, il kampfgruppe Schulz coprì la ritirata della divisione "Ravenna", e il kampfgruppe Huffmann guidò con i suoi pochissimi mezzi corazzati la drammatica ritirata del cosiddetto "Blocco Nord" verso Čertkovo. La divisione uscì praticamente distrutta dalla battaglia e i resti (con solo 10 carri) si schierarono parte a Certkovo e parte a sud di Novaja Kalitva alle dipendenze del 24º Panzerkorps.
Coinvolta anche nella successiva offensiva Ostrogorzk-Rossoš, la 27. Panzer-Division venne aggregata al comando della 385ª divisione di fanteria tedesca e si ritirò, combattendo, al fiume Donec dove arrivò verso la fine del mese del gennaio 1943 insieme ai resti del Corpo alpino italiano.
I superstiti vennero affidati alla fine di gennaio alla 19. Panzer-Division, ma alcuni kampfgruppen erano ancora attivi a febbraio sul Donec e lungo l'Oskol. Il 9 febbraio 1943 la divisione (ormai tale solo sulla carta) venne raggiunta dall'ordine di scioglimento (stessa cosa accadde lo stesso giorno alla 22ª divisione corazzata) che venne eseguito sei giorni dopo nel territorio di competenza del gruppo d'armate Don. Gran parte dei sottufficiali e ufficiali passarono alla 7ª divisione corazzata mentre la truppa venne distribuita tra la 19ª e 24ª divisione corazzata. Il 21 aprile venne sciolto l'ultimo elemento ancora attivo dell'ex divisione, il quartier generale.

## Ordine di battaglia
- Stab (quartier generale)
- 140. Panzergrenadier-Regiment (140º reggimento panzergrenadier - proveniente dalla 22ª divisione corazzata)
  - Panzergrenadier-Bataillon I (1º battaglione panzergrenadier)
  - Panzergrenadier-Bataillon II
- 127. Panzer-Artillerie-Regiment (127º reggimento artiglieria)
  - Panzer-Artillerie-Abteilung I (1º battaglione artiglieria)
  - Panzer-Artillerie-Abteilung II
- 127. Panzer-Abteilung (127º battaglione corazzato)
- 27. Panzer-Aufklärungs-Abteilung (27º battaglione da ricognizione)
- 127. Panzerjäger-Abteilung (127º battaglione anticarro)
- 127. Panzer-Pionier-Bataillon (127º battaglione corazzato del genio militare)
- 127. Panzer-Nachrichten-Abteilung (127º battaglione corazzato comunicazioni)
- Unità di servizi e supporto

## Decorazioni
Sei soldati di questa divisione ricevettero la Croce Tedesca d'oro e uno la Croce di Cavaliere della Croce di Ferro (colonnello Rudolf Maempel, premiato per meriti conseguiti con la 27ª divisione corazzata il 5 dicembre 1943, quando l'unità era già stata sciolta).

## Comandanti
| Nome            | Grado        | Inizio           | Fine             |
| Helmut Michalik | Oberst       | 1º ottobre 1942  | 30 novembre 1942 |
| Hans Tröger     | Oberst       | 30 novembre 1942 | 31 dicembre 1942 |
| Hans Tröger     | Generalmajor | 1º gennaio 1943  | 25 gennaio 1943  |
| von Kronhelm    | Oberst       | 26 gennaio 1943  | 15 febbraio 1943 |